# 蕪湖道
蕪湖道（ぶこ-どう）は中華民国北京政府により設置された安徽省の道。

## 沿革
1914年（民国3年）5月23日、清代の安廬滁和道地区に設置された。
道尹は蕪湖県に駐在し、下部に蕪湖、繁昌、当塗、広徳、郎渓、歙県、黟県、休寧、婺源、祁門、績渓、宣城、南陵、涇県、太平、旌徳、寧国、貴池、銅陵、石埭、東流、秋浦、青陽の23県を管轄した。1927年（民国16年）に廃止されている。

## 行政区画
廃止直前下部の23県を管轄した。（50音順）
- 黟県
- 貴池県
- 祁門県
- 歙県
- 休寧県
- 涇県
- 広徳県
- 秋浦県
- 旌徳県
- 青陽県
- 績渓県
- 石埭県
- 宣城県
- 太平県
- 当塗県
- 東流県
- 銅陵県
- 南陵県
- 寧国県
- 繁昌県
- 婺源県
- 蕪湖県
- 郎渓県